# Rita Charków
Rita Charków (ukr. Міні-футбольний клуб «Ріта» Харків, Mini-Futbolnyj Kłub "Rita" Charkiw) – ukraiński klub futsalu, mający siedzibę w mieście Charków. W sezonie 1993/94 i 1994/95 występował w futsalowej Wyższej Lidze Ukrainy.

## Historia
Chronologia nazw:
- 1993: Rita Charków (ukr. «Ріта» Харків)
- 1995: klub rozwiązano

Klub futsalowy Rita Charków został założony w Charkowie w 1993 roku na bazie klubu MFK Majak Charków, który został rozwiązany w 1992. Zespół startował w rozgrywkach o Puchar Ukrainy 1992/93, w których dotarł do turnieju półfinałowego. W sezonie 1993/94 klub debiutował w profesjonalnych rozgrywkach Wyższej Ligi, zajmując 4.miejsce. Po zakończeniu sezonu 1994/95, w którym zajął 6.miejsce, zrezygnował z dalszych występów i został rozwiązany.

## Sukcesy

### Trofea międzynarodowe
Nie uczestniczył w rozgrywkach europejskich (stan na 31-05-2019).

### Trofea krajowe
| \| \| Zdobyte trofea w rozgrywkach Ukrainy (stan na: 31-05-2019) \| |                                                            |      |          |
| Rozgrywki                                                           | Osiągnięcie                                                | Razy | Sezon(y) |
| · Mistrzostwo                                                       | I miejsce                                                  | 0    |          |
| · Mistrzostwo                                                       | II miejsce                                                 | 0    |          |
| · Mistrzostwo                                                       | III miejsce                                                | 0    |          |
| · Mistrzostwo                                                       | 4.miejsce                                                  | 1    | 1993/94  |
| Puchar                                                              | zdobywca                                                   | 0    |          |
| Puchar                                                              | finalista                                                  | 0    |          |
| II liga                                                             | I miejsce                                                  | 0    |          |
| II liga                                                             | II miejsce                                                 | 0    |          |
| II liga                                                             | III miejsce                                                | 0    |          |
| Ukraina                                                             | Zdobyte trofea w rozgrywkach Ukrainy (stan na: 31-05-2019) |      |          |

## Piłkarze i trenerzy klubu

### Trenerzy
Ołeksandr Siry i  Ołeksandr Ruczynski (1993–1994)

## Struktura klubu

### Stadion
Klub rozgrywał swoje mecze domowe w Hali SK Karazinski w Charkowie. Pojemność: 500 miejsc siedzących.